# Jerzy Grot-Kwaśniewski
Jerzy Hieronim Grot-Kwaśniewski (ur. 1920 w Częstochowie, 17 lipca 2008 w Melbourne) – polski żołnierz, dziennikarz i publicysta emigracyjny.

## Życiorys
Urodził się w 1920 w Częstochowie. Był synem Lucjana Kwaśniewskiego (do 1939 burmistrza Radomska) i Władysławy z domu Sałwaciej.
Przed 1939 był podchorążym Wojska Polskiego. Po wybuchu II wojny światowej brał udział w kampanii wrześniowej. Wstąpił do organizacji Służby Zwycięstwu Polski, której organizatorem w obwodzie radomszczańskim był jego ojciec. Jerzy Kwaśniewski przyjął pseudonim konspiracyjny „Grot”, zainicjował wydawanie biuletynu „Przegląd Polityczny” od marca 1940. W Warszawie był członkiem zespołu redakcyjnego czasopisma „Biuletyn Informacyjny”, działał w ramach kolportażu. Był żołnierzem Związku Walki Zbrojnej i Armii Krajowej. Podczas okupacji osadzone w obozie niemieckim Auschwitz zostały jego siostra Wiesława oraz matka, która tam poniosła śmierć. Uczestniczył w powstaniu warszawskim.
Po zakończeniu wojny był aresztowany przez UB (podobnie jak jego ojciec). Po akcji przeprowadzonej przez partyzantów został uwięziony z osadzenia w Radomsku. Przedostał się nielegalnie na Zachód do brytyjskiej strefy okupacyjnej. Wspólnie z Gustawem Herling-Grudzińskim był redaktorem pisma dla Polaków przebywających na tym obszarze, którzy odzyskali wolność z obozów. Działał jako członek Prezydium Rady Naczelnej Zjednoczenia Polskiego w Niemczech, kierownik działu informacyjno-statystycznego Towarzystwa Pomocy Polakom, stanowiącego delegaturę rządu RP na uchodźstwie na Niemcy Zachodnie. W Niemczech był także redaktorem naczelnym emigracyjnej agencji prasowej „Refugees Press” w Quakenbrück. Następnie wyjechał do Australii i zamieszkał w Melbourne. Tam pracował jako korespondent „Kultury” (Paryż) oraz „Dziennika Polskiego” (Londyn). Był redaktorem australijskiego „Głosu Polskiego”. Od końca lat 70. do początku lat 90. był redaktorem naczelnym „„Tygodnika Polskiego” (według jednego źródła w latach 1978-1991 przez 12,5 roku, według relacji samego J. Grota-Kwaśniewskiego pełnił funkcję przez 15 lat). Został działaczem Polskiego Ruchu Wolnościowego „Niepodległość i Demokracja”.
Zmarł 17 lipca 2008. Pogrzeb odbył się 29 lipca 2008 w kościele św. Ignacego w Richmond-Melbourne.

## Odznaczenia
- Krzyż Kawalerski Orderu Odrodzenia Polski (11 listopada 1984, za zasługi położone w wieloletniej pracy niepodległościowej i społecznej)[6][7]
- Krzyż Komandorski Orderu Zasługi Rzeczypospolitej Polskiej (8 września 1993, za wybitne zasługi w działalności polonijnej)[8]
- Krzyż Walecznych (za udział w powstaniu warszawskim)[3]